# Elizabeth Donley

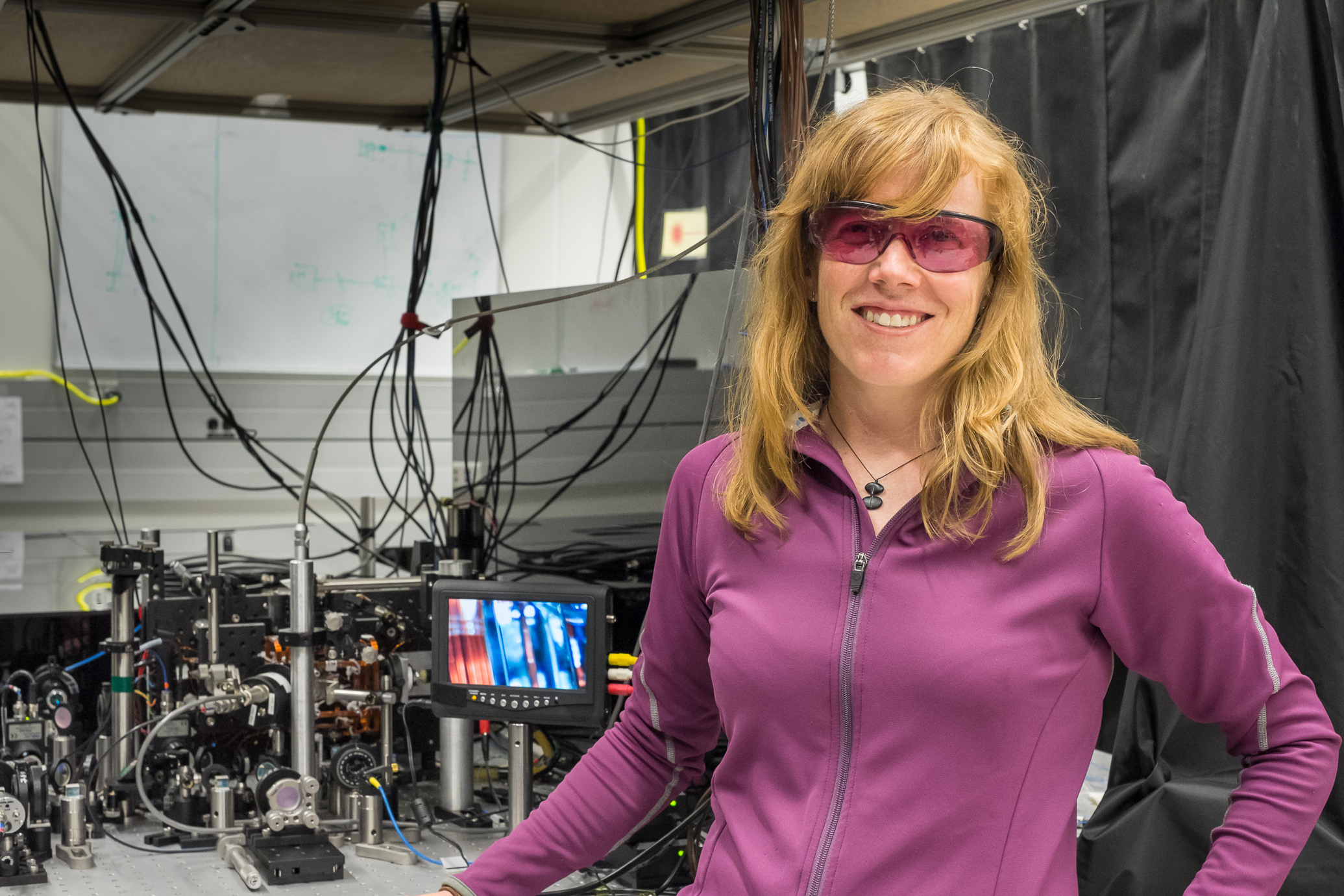
Elizabeth Donley vor einer Atomuhr (2013)

Elizabeth Ann Donley (* 5. April 1970 in Pueblo, Colorado, Vereinigte Staaten) ist eine US-amerikanische Physikerin. Schwerpunkt ihrer Arbeit ist die Zeitmessung.

## Ausbildung
Elizabeth Donley wurde 1970 geboren. 1994 schloss sie ein Bachelorstudium in Physik an der University of Nevada in Las Vegas ab. Den Masterabschluss in Physik erwarb sie 1996 an der University of Colorado in Boulder. Im Anschluss wechselte Donley in die Schweiz, wo sie 2000 an der ETH Zürich in Naturwissenschaften promovierte. Sie beschäftigte sich in ihrer Arbeit mit der Spektroskopie von Einzelmolekülen bei Niedrigtemperaturen. Betreut wurde sie dabei von Urs Wild. Frédéric Merkt war der Zweitkorrektor ihrer Dissertation. Sie arbeitete bei ihrer Forschung eng mit Taras Plakhotnik und Alois Renn zusammen. David P. Shelton war ihr Mentor.

## Karriere
2002 fing sie als Physikerin beim National Institute of Standards and Technology (NIST) in Gaithersburg/Maryland an. Zu ihrem Forschungsbereich gehört der Betrieb und die Entwicklung von Atomuhren sowie von Bauteilen und Instrumenten im Atom-Maßstab wie beispielsweise Magnetometer und Gyroskope. Seit November 2018 leitet sie am NIST die Abteilung „Zeit und Frequenz“.

## Preise und Auszeichnungen
Donley wurde mit zahlreichen Auszeichnungen geehrt. Für ihre Doktorarbeit an der ETH erhielt sie eine Silbermedaille. Später wurde sie mit Goldmedaillen des US-Handelsministeriums in den Jahren 2004 und 2014 ausgezeichnet, einem CO-LABS Governor’s Award for High-Impact Research in Foundational Technology im Jahr 2013 und einem JILA Scientific Achievement Award im Jahr 2002. 2024 erhielt Donley den I. I. Rabi Award des Institute of Electrical and Electronics Engineers (IEEE).